# Svetomir
Svetomir je moško osebno ime.

## Izvor imena
Ime Svetomir je različica moškega osebnega imena Svetislav.

## Pogostost imena
Po podatkih Statističnega urada Republike Slovenije je bilo na dan 31. decembra 2007 v Sloveniji število moških oseb z imenom Svetomir: 15.